# Noël Browne
Noël Browne (20. prosince 1915 – 21. května 1997) byl irský politik. V letech 1948–1951 byl ministrem zdravotnictví Irska. V letech 1948–1954, 1957–1973 a 1977–1981 byl poslancem irského parlamentu. Jeho zdravotnický program (tzv. Mother and Child Scheme) v roce 1951 způsobil roztržku vlády Johna A. Costella s vlivnou katolickou církví. Spor nakonec vedl k pádu vlády. Program se církvi zdál příliš socialistický a otevírající cestu k potratům. Browne byl členem několika politických stran: Clann na Poblachta, Fianna Fáil, National Progressive Democrats, Labour Party a Socialist Labour Party. V Irsku patřil k nejpopulárnějším politickým osobnostem, v roce 2010 se anketě Největší Ir umístil na 6-10. místě.